# ブリオスタチン
ブリオスタチン類 (bryostatins) は、フサコケムシ Bugula neritina （外肛動物の一種）から単離されるマクロラクトン化合物（マクロライド）である。主要な成分であるブリオスタチン1に関する研究は、Pettitらのグループにより1968年から始まり、1982年にX線結晶構造解析によって構造決定された。以後、ブリオスタチン1からブリオスタチン20までを含め、20種類以上の類縁体がフサコケムシから単離、同定されている。
ブリオスタチン類はフサコケムシ自身が生産しているのではなく、フサコケムシの共生微生物がフサコケムシ幼生のための防御物質として生産している。ブリオスタチンは細胞毒性を示すことから、抗がん剤としての臨床試験が行われている。また、アルツハイマー病治療薬としての臨床試験も行われている。
ブリオスタチン1は、発がんプロモーターである12-O-テトラデカノイルホルボール 13-アセタート (TPA) と同様にプロテインキナーゼCの強力な活性化剤であるが、TPAのアンタゴニストとしての作用（抗発がんプロモーション作用等）を示す。

## 生物活性
In vitro試験において、ブリオスタチン1は他の抗がん剤との併用で相乗的に働くことが明らかにされている。ブリオスタチンは強力な抗白血病作用を示す他、肺がん、前立腺がん、非ホジキンリンパ腫などに対して効果を示す。
ブリオスタチン1は、抗HIV作用を示す。
ブリオスタチン1は動物試験において記憶の増強効果を示すことが明らかにされている。ブリオスタチン1はエムラミノウミウシ (Hermissenda crassicornis) の記憶保持時間を500%増加させ、ラットの学習効果を飛躍的に高めた。また、ブリオスタチン1はアルツハイマー病モデルマウスを用いた試験において、有意な延命効果を示した。
その他、動物試験において、24時間以内に投与することで脳の虚血性損傷を軽減することが明らかにされている。

## 生合成
ブリオスタチン類は生合成的には、ポリケチドに分類される。フサコケムシの共生微生物Candidatus Endobugula sertulaからは、5つのI型ポリケチド合成酵素遺伝子 (bryA, bryB, bryC, bryX, bryD) および短いモジュール (bryP, bryQ, bryR, bryS) を含む遺伝子クラスターが同定されている。ブリオスタチン類の共通の生合成中間体と想定されているブリオスタチン0（カルボン酸エステル側鎖とアシル基を持たない）は、BryoA, B, C, Dによる炭素鎖伸長（メチル基の導入および左上のテトラヒドロピラン〔THP〕環の構築を含む）、BryoD, X, R, Sによるマクロ環化・残る2つのTHP環の構築・2つのアクリル酸メチル構造の導入によって生合成されると推定されている。

## 合成
ブリオスタチンはその生物活性、構造の複雑さ、天然からの単離収率の低さから合成化学者のターゲットとなっており、ブリオスタチン1、2、3、7、8、9、16の全合成が報告されている。しかしながら、全合成には多段階を要することから、供給面の問題を解決するため、ブリオスタチンの活性を保持したまま、構造を単純化したアナログの開発も行われている。

## 臨床試験
白血病やアルツハイマー型認知症などを対象として多くの臨床試験が行われている。また、他の抗がん剤との併用で有望な結果を示している他、がん細胞の多剤耐性を克服する効果が期待されている。

## 構造
ブリオスタチン1から20の構造式を以下に示す。
| ブリオスタチン | CAS登録番号 | 分子式    | モル質量 g mol−1 | 日化辞番号  | PubChem  |
| -------------- | ----------- | --------- | ---------------- | ----------- | -------- |
| 1              | 83314-01-6  | C47H68O17 | 905.03           | J91.917I    | 5477635  |
| 2              | 87745-28-6  | C45H66O16 | 863.00           | J91.918G    | 6326659  |
| 3              | 87370-86-3  | C46H64O16 | 873.00           | J91.919E    | 5477737  |
| 4              | 91523-82-9  | C46H70O17 | 895.04           | J91.920I    | 5384665  |
| 5              | 97850-04-9  | C44H66O17 | 866.99           | J91.921G    | 5384666  |
| 6              | 97850-06-1  | C44H66O17 | 852.96           | J91.922E    | 5477752  |
| 7              | 97850-05-0  | C41H60O17 | 824.91           | J91.923C    | 0        |
| 8              | 102580-64-3 | C45H68O17 | 881.02           | J91.924A    | 5352056  |
| 9              | 102604-78-4 | C43H64O17 | 852.96           | J91.925J    | 10418114 |
| 10             | 102580-65-4 | C42H64O15 | 808.95           | J710.914H   | 6438934  |
| 11             | 102580-63-2 | C39H58O15 | 766.87           | J372.811K   | 0        |
| 12             | 107021-10-3 | C49H72O17 | 933.09           | J1.363.349E | 0        |
| 13             | 107021-11-4 | C41H62O15 | 794.93           | J1.363.350I | 6473740  |
| 14             | 136448-57-2 | C42H64O16 | 824.95           | J1.363.351G | 0        |
| 15             | 136448-58-3 | C47H67O18 | 921.04           | J1.367.080C | 0        |
| 16             | 173075-49-5 | C42H62O14 | 790.94           | J604.239B   | 10581141 |
| 17             | 173240-55-6 | C42H62O14 | 790.94           | J604.240F   | 0        |
| 18             | 173107-74-9 | C42H64O15 | 808.95           | J867.784K   | 0        |
| 19             | 214075-08-8 | C45H66O17 | 879.00           | 0           | 0        |
| 20             | 623174-09-4 | C41H60O15 | 792.91           | J2.089.138F | 0        |